# Stan Lee
Stan Lee, egentligen Stanley Martin Lieber, född 28 december 1922 i New York, död 12 november 2018 i Los Angeles, var en amerikansk författare och förläggare, som tillsammans med flera tecknare och medkreatörer, framförallt Jack Kirby och Steve Ditko, introducerade komplexa figurer och välutvecklade fiktiva universum till superhjälteserierna. Han var med och skapade serietidningsföretaget Marvel.

## Biografi
Lee fick sitt första arbete på Marvel (då kallat Timely Comics) 1939 genom att han var kusin med Martin Goodmans fru Jean. Han anställdes av Joe Simon.
Under senare hälften av 1950-talet återupplivade serietidningsföretaget DC Comics superhjälteserierna och nådde stora framgångar med sin serie Justice League. För att göra något åt detta bad Marvels förläggare, Martin Goodman, Lee att skapa en ny superhjältegrupp. Enligt Lee bad hans hustru Joan Boocock Lee honom att experimentera med berättelser han gillade och han följde hennes råd och hans karriär fick en helt ny vändning. Denna version av händelsernas förlopp har dock ifrågasatts.
Lee gav sina superhjältar brister, vilket var en skillnad från de ideal som tidigare producerats för unga läsare. Hans hjältar hade dåligt humör, drabbades av depressioner, var utseendefixerade eller hade andra brister. De grälade, oroade sig för hyran och pojk- och flickvänner och var till och med sjuka ibland. Lee ogillade alltför framträdande bifigurer och det är därför få av Marvelhjältarna har sådana.
Eftersom Lee hade ett dåligt minne bygger vissa av Marvelfigurers namn på allitteration, för att de skulle bli lättare att komma ihåg, exempelvis Peter Parker (Spider-Man), Bruce Banner (Hulk), Matt Murdock (Daredevil).
Jack Kirby och Lee skapade Fantastic Four som blev mycket populär och tillsammans med Marvels tecknare producerade Lee en rad nya titlar. Lee skapade Hulken, Iron Man, Thor och X-Men med Kirby; Daredevil med Bill Everett samt Doktor Strange och Marvels mest populära figur Spider-Man med Steve Ditko. 
Enligt Jack Kirby och Steve Ditko själva samt många andra skrev dock sällan Lee någon av serierna han påstås ha gjort tillsammans med dem, utan ska snarare ha varit en reklammakare som marknadsförde och stal äran för andras idéer.
Åren 1941–1942 och 1945–1972 var han chefredaktör för Marvel, och åren 1972–1996 var han Marvels förläggare. År 1981 flyttade han till Kalifornien, och därefter ägnade han sig åt att försöka få filmstudior att göra filmer baserade på Marvelserier.

## Död
Lee avled 95 år gammal vid Cedars-Sinai Medical Center i Los Angeles, Kalifornien, den 12 november 2018, efter att ha förts dit av ambulans tidigare under dagen. Tidigare det året avslöjade Lee att han led av lunginflammation och hade tidigare i februari förts till sjukhus på grund av hjärtklappning.

## Cameos
Stan Lee var också känd för att göra cameos i de filmer som baserades på Marvelserier.

### Filmer
- Mallrats (1995): Ger råd angående relationer.
- X-Men (2000): Varmkorvförsäljare.
- Spider-Man (2002): Besökare på World Unity-Festivalen.
- Daredevil (2003): En man som Matthew Murdock som ung räddar från att bli överkörd.
- Hulken (2003): En av två väktare, tillsammans med Lou Ferrigno.
- Spider-Man 2 (2004): Man som räddar en kvinna från fallande föremål.
- Fantastic Four (2005): Fantastic Fours brevbärare Willie Lumpkin.
- X-Men: The Last Stand (2006): Granne till Jean Greys föräldrar.
- Fantastic Four: Rise of the Silver Surfer (2007): Försöker ta sig in på ett bröllop utan att vara inbjuden.
- Spider-Man 3 (2007): Fotgängare som pratar med Peter Parker om hur bra Spider-Man är.
- Iron Man (2008): En man som Tony Stark vid ett party misstar för Hugh Hefner.[12]
- The Incredible Hulk (2008): En man som råkar dricka läsk blandad med Bruce Banners blod.
- Iron Man 2 (2010): En man på Stark Expo som presenterar sig för Tony Stark som Larry King.
- Thor (2011): En man som försöker dra loss Thors hammare med sin bil.
- Captain America: The First Avenger (2011): En general som sitter bland åskådare och väntar på att Steve Rogers/Captain America ska ta emot en medalj.
- The Avengers (2012): Man som pratar med Steve Rogers om Iron Man. Klippet togs bort och Stan Lee fick istället vara med i slutet som en av dem som blir intervjuade.
- The Amazing Spider-Man (2012): En bibliotekarie.[13]
- Iron Man 3 (2013): Domare i en skönhetstävling.
- Thor: The Dark World (2013): Patient på sjukhus.
- Captain America: The Winter Soldier (2014): Vakt på museum.
- The Amazing Spider-Man 2 (2014): Besökare på studenttagning.
- Guardians of the Galaxy (2014): En äldre man som samtalar med en yngre kvinna, observerad av Rocket.
- Big Hero 6 (2014): Freds pappa som en gång i tiden också har varit superhjälte.
- Avengers: Age of Ultron (2015): Militärveteran på Avengers party.
- Ant-Man (2015): En bartender.
- Deadpool (2016): DJ på strippklubben.
- Yoga Hosers (2016): Polis på larmcentralen.
- X-Men: Apocalypse (2016): Förskräckt man som kollar upp mot himlen.
- Captain America: Civil War (2016): FedEx-chaufför.
- Doctor Strange (2016): Man som läser bok på buss. ("The doors of perception" av Aldous Huxley)
- Guardians of the Galaxy Vol. 2 (2017): Strandsatt astronaut som samtalar med utomjordingar.
- Spider-Man: Homecoming (2017): En irriterad granne som heter Gary.
- Thor: Ragnarök (2017): Barberaren som klipper Thors hår.
- Black Panther (2018): Man på kasino.
- Avengers: Infinity War (2018): Skolbusschaufför.
- Ant-Man and the Wasp (2018): Man som ska låsa upp bil.
- Venom (2018): Man som går med hund.
- Spider-Man: Into the Spider-Verse (2018): Expedit som säljer Spider-Man-dräkter.
- Captain Marvel (2019): Man på tunnelbanan.
- Avengers: Endgame (2019): 70-tals-hippie.

### Annat
- Spider-Man: The Animated Series (1998): Som sig själv i en parallell dimension i avsnittet "Spider Wars, Chapter II: Farewell, Spider-Man".
- Simpsons (2002): Sig själv som jobbig kund hos Comic Book Guy i avsnittet I Am Furious Yellow.
- Heroes: Avsnitt 16 säsong 1 (2007): Busschaufför som frågar Hiro om han ska åka ensam.
- The Big Bang Theory, avsnitt "The Excelsior Acquisition" (2010): Sig själv. Våldgästad av Sheldon och Penny.
- Eureka: Avsnitt 13 säsong 4 (2011): Dr. (Generalissimo) Lee, en vetenskapsman som hotar Fargo med frasen "Don't make me angry son, you wouldn't like me when I'm angry".
- Lego Marvel Super Heroes (2013): Som en medborgare som konstant hamnar i nöd. Han kan låsas upp som en spelbar karaktär efter att han räddats 50 gånger.
- Agents of S.H.I.E.L.D.: Säsong 1, Avsnitt 13, "T.R.A.C.K.S." (2014): Debonair Gentleman.
- Agent Carter: Säsong 1, Avsnitt 4, "The Blitzkrieg Button" (2015): En kund hos skoputsare.
- Stan Lee's Lucky Man (2016): Som sig själv, signerande någon form av publikation.

### Böcker
- Lee, Stan; Mair, George (2002) (på engelska). Excelsior!: The Amazing Life of Stan Lee. Simon & Schuster. ISBN 978-0-7432-2800-8
- Lee, Stan (1997) (på engelska). Origins of Marvel Comics. Marvel Entertainment Group. ISBN 978-0-7851-0551-0
- Lee, Stan; David, Peter (2015) (på engelska). Amazing, Fantastic, Incredible: A Marvelous Memoir. Simon & Schuster. ISBN 978-1501107771

### Serietidningar

#### DC Comics
- DC Comics Presents: Superman #1 (2004)
- Detective Comics #600 (1989)
- Just Imagine Stan Lee creating:
  - Aquaman (med Scott McDaniel) (2002)
  - Batman (med Joe Kubert) (2001)
  - Catwoman (med Chris Bachalo) (2002)
  - Crisis (med John Cassaday) (2002)
  - Flash (med Kevin Maguire) (2002)
  - Green Lantern (med Dave Gibbons) (2001)
  - JLA (med Jerry Ordway) (2002)
  - Robin (med John Byrne) (2001)
  - Sandman (med Walt Simonson) (2002)
  - Secret Files and Origins (2002)
  - Shazam! (med Gary Frank) (2001)
  - Superman (med John Buscema) (2001)
  - Wonder Woman (med Jim Lee) (2001)

#### Marvel Comics
- The Amazing Spider-Man #1–100, 105–110, 116–118, 200, Annual #1–5, 18 (1962–84); (konsult): #634–645 (2010–11)
- The Amazing Spider-Man, stripp (1977–2018)[14]
- The Avengers #1–35 (1963–66)
- Captain America #100–141 (1968–71) (fortsätter från Tales of Suspense #99)
- Daredevil, #1–9, 11–50, 53, Annual #1 (1964–69)
- Daredevil, vol. 2, #20 (konsult) (2001)
- Epic Illustrated #1 (Silver Surfer) (1980)
- Fantastic Four #1–114, 120–125, Annual #1–6 (1961–72); #296 (1986)
- The Incredible Hulk #1–6 (fortsätter till Tales to Astonish #59)
- The Incredible Hulk, vol. 2, #108–120 (1968–69)
- Journey into Mystery (Thor) plotter #83–96 (1962–63), författare #97–125, Annual #1 (1963–66) (fortsätter med Thor #126)
- The Mighty Thor #126–192, 200, Annual #2 (1966–72), 385 (1987)
- Kissnation #1 (1996)
- Nightcat #1 (1991)
- Ravage 2099 #1–7 (1992–93)
- Savage She-Hulk #1 (1980)
- Savage Tales #1 (1971)
- Sgt. Fury and his Howling Commandos #1–28, Annual #1 (1963–66)
- Silver Surfer #1–18 (1968–70)
- Silver Surfer, vol. 2, #1 (1982)
- Silver Surfer: Judgment Day (1988) ISBN 978-0-87135-427-3
- Silver Surfer: Parable #1–2 (1988–89)
- Silver Surfer: The Enslavers (1990) ISBN 978-0-87135-617-8
- Solarman #1–2 (1989–90)
- The Spectacular Spider-Man (tidning) #1–2 (1968)
- The Spectacular Spider-Man Annual #10 (1990)
- Strange Tales (diverse berättelser): #9, 11, 74, 89, 90–100 (1951–62); (Human Torch): #101–109, 112–133, Annual #2; (Doctor Strange): #110–111, 115–142, 151–158 (1962–67); Nick Fury, Agent of S.H.I.E.L.D.: #135–147, 150–152 (1965–67)
- Tales to Astonish (diverse berättelser): #1, 6, 12–13, 15–17, 24–33 (1956–62); Ant-Man/Giant Man: #35–69 (1962–65); Hulken: #59–101 (1964–1968); Sub-Mariner: #70–101 (1965–68)
- Tales of Suspense (diverse berättelser): #7, 9, 16, 22, 27, 29–30 (1959–62); (Iron Man): plotter #39–46 (1963), författare #47–98 (1963–68) (Captain America): #58–86, 88–99 (1964–68)
- Web of Spider-Man Annual #6 (1990)
- What If (Fantastic Four) #200 (2011)
- The X-Men #1–19 (1963–66)

#### Simon & Schuster
- The Silver Surfer: The Ultimate Cosmic Experience, 114 sidor, September 1978, ISBN 978-0-671-24225-1

#### Övrigt
- Heroman
- How to Draw Comics the Marvel Way
- Karakuri Dôji Ultimo (originalkoncept till en manga)